# Goès
Goès település Franciaországban, Pyrénées-Atlantiques megyében. Lakosainak száma 540 fő (2022. január 1.). Goès Estialescq, Monein, Oloron-Sainte-Marie és Précilhon községekkel határos.

## Népesség
A település népességének változása:
| Lakosok száma | 589  | 610  | 637  | 624  | 600  | 576  | 552  | 545  | 540  |
|               | 2013 | 2015 | 2016 | 2017 | 2018 | 2019 | 2020 | 2021 | 2022 |